# Enrico Lantelme
Enrico Lantelme (Pinerolo, 1952) è un regista italiano e uno studioso di etnomusicologia.
Ricercatore etnomusicologo dal 1970. Ha diretto il Gruppo Strumentale di Musica Antica dal 1979 al 1984.
Ha composto colonne sonore per il teatro, pubblicato saggi riguardanti musica e cultura popolare, partecipato a cicli di concerti in Italia e all'estero e alla produzione di incisioni discografiche e supporti audiovisivi. 
Curatore della Sezione Etnofonica del Museo Etnografico del Pinerolese, 1980.
Regista e autore radiofonico presso la RAI-Radiotelevisione Italiana, sede di Torino, dal 1980 al 2010.
Docente (dal 2011) e responsabile Sito web e Comunicazione per Unitre Pinerolo (dal 2014).

## Sintesi principali programmi realizzati presso RAI - Radiotelevisione Italiana
(Radio Uno, Radio Due, Radio Tre, Rai International)
Le Parole In Celluloide (1985) - Momenti e Segni dell'Opera (1985) - Il Filo di Arianna (1985) - Teatro Sempre, Incontri con Teatranti Straordinari (1986) - Il Diritto e il Rovescio (1987) - Sotto Tiro (1989) - Antologia Shakespeariana (1990) - Dopoteatro (1992) - La Scommessa (1992) - 2000, Addio al Novecento (1995) - Click (1995) - Dixie! (1996) - Fantasy (1996) - Le Parole e i Giorni (1997) - Giallo Cromo (1997) - Lunario dei Giorni di Quiete (1997) - Questa Terra è la mia Terra (1997) -  Storia di Gordon Pym (1998) - Quizas! (1998) - Don Bosco, Il cammino di una grande idea (1998) - Pagine (1998) - Marco Polo, il Milione (1998) - Voci dalla Piccola Patria (1998) - Voci di un Secolo (1999) – Diario Italiano (2001) - La Zia Julia e lo Scribacchino (2001) - Il Maestro e Margherita (2001) - La Donna della Domenica (2001) – Centolire (2002) - Lacrime e Sorrisi (2002) – Vento Sur (2003) – Occitania (2004) – Algida Olimpia (2006) -  L'ultimo Mozart (2006) - Nick e Bart (2007) – Storie Fantastiche di Isole Vere (2008) – Changing Stage! Opere E Personaggi dall'Europa A Broadway (2008) - Velluto Rosso (2009) – D'Amore si vive (2009) - Dalle due alle tre: J.Haydn (2009) - Dalle due alle tre: I.Stravinsky (2009) - Music Masala: l'India dietro le quinte (2009) - I Maestri Cantori: R.Schumann (2010).

## Consulenze, convegni e attività didattica
- Università degli Studi di Torino, Regione Valle d'Aosta, Regione Piemonte,  Centro Culturale Valdese, Teatro Stabile di Torino, Punto Teatro, Gruppo Teatro Angrogna, Cliomedia Officina, Unitre Pinerolo.

- Installazione sonora per “Altiero Spinelli: una battaglia per l'Europa” ,Cliomedia Officina con il patrocinio del Parlamento Europeo, Roma 1991 – Milano 1994.
- Edizione critica del “Canzoniere di E. Tron”, Università degli Studi di Torino, Scienze del linguaggio e Letterature moderne e comparate (prof. Arturo Genre). Torino, 1993.
- Digitalizzazione delle inchieste etnolinguistiche, Università degli Studi di Torino, Atlante Linguistico ed Etnografico del Piemonte Occidentale (prof.TullioTelmon), 2002.

## Pubblicazioni
- I CANTI DELLE VALLI VALDESI – Identità e memoria di un popolo alpino, Torino, Claudiana Editrice, 1989.

- ·CIVILTÀ ALPINA E CULTURA PROTESTANTE NELLE VALLI PINEROLESI, (Avondo, Lantelme, Lecchi, Sappé, Tron) Ivrea, Priuli & Verlucca, 1991.

- ·LA MUSICA, LA GENTE, I MONTI, Tradizioni e presenze del canto popolare

(Cappelletto, Lucà, Leydi, Lantelme, Tron, Telmon, Berardo, Zeppegno) Torino, Museo Naz. della Montagna, N°127, 2001.
- CAHIER DES CHANSONS, 14 canti tradizionali delle Valli Valdesi, Torre Pellice, GTA, 2005.

- ·OCCITANIA, UN'IDEA SENZA CONFINI  (lantelme, Gedda, Galli) ,Torino, Espressione, 2006.
- UNO TERO QUE SUNO, presenze e testimonianze di strumenti musicali popolari dall'Occitania al Piemonte,     “Tracce”, Pinerolo, Centro Arti e Tradizioni popolari del pinerolese, 1981.
- ANEN A BETLEEM, antiche tradizioni natalizie in terra d'OC, “Novel Temp” Sampeyre (CN), Edizioni Solulestrelh, 1983.
- A L'OMBRETTE D'UN BUISSON, appunti sulla canzone pastorale alpina, “Novel Temp”, Sampeyre (CN), Edizioni Solulestrelh, 1986.
- 20 ANNI, Notizie storiche a commento di 15 canti valligiani, Pinerolo,   Badia CoraleVal Chisone, 1987.
- UN CANTASTORIE LEGGENDARIO: MICHELIN, VOCE DEL MITO O MITO DI UNA VOCE? , “Bollettino della Società di Studi Valdesi”, Torre Pellice, Claudiana Editrice, 2000.
- I CANTI TRADIZIONALI DELLE VALLI PINEROLESI,  “La Beidana”, Torre Pellice, Centro Culturale Valdese, 2004.

Sintesi Discografia:
- CONCERTO DI NATALE, Pinerolo, Badia Corale Val Chisone - Corale Valdese di S.Germano Chisone (partecipazione vocale, registrazione dal vivo), 1975.
- CANTI E SUONI DELLE NOSTRE VALLI, Pinerolo, Badia Corale Val Chisone, (partecipazione vocale, registrazione presso la Chiesa di S.Domenico, Pinerolo), 1978.
- 20 ANNI, Pinerolo, Badia CoraleVal Chisone, (direzione strumentale, registrazione), 1987.
- A LA BRUA, Torre Pellice, Gruppo Teatro Angrogna (registrazione, mix), 1990.
- SE CANTO, Torre Pellice, Gruppo Teatro Angrogna. (registrazione, composizione e esecuzione strumentale, mix), 1996.
- CAHIER DES CHANSONS, 14 canti delle Valli Valdesi, Torre Pellice, Gruppo Teatro Angrogna (composizione e esecuzione strumentale, registrazione, mix), 2005.
- LI VALDES, Torre Pellice, Gruppo Teatro Angrogna (registrazione), 2009.
- ETOILE DES NEIGES, Torre Pellice, Gruppo Teatro Angrogna (registrazione), 2013.

| Controllo di autorità | VIAF (EN) 36162559 · ISNI (EN) 0000 0000 3101 7500 · SBN CFIV117064 · LCCN (EN) n95051984 |